# 可爱微蟹蛛
可爱微蟹蛛（学名：Lysiteles amoenus）为蟹蛛科微蟹蛛属的动物。分布于台湾岛等地。该物种的模式产地在台湾台中。